# 國立臺灣大學醫學院

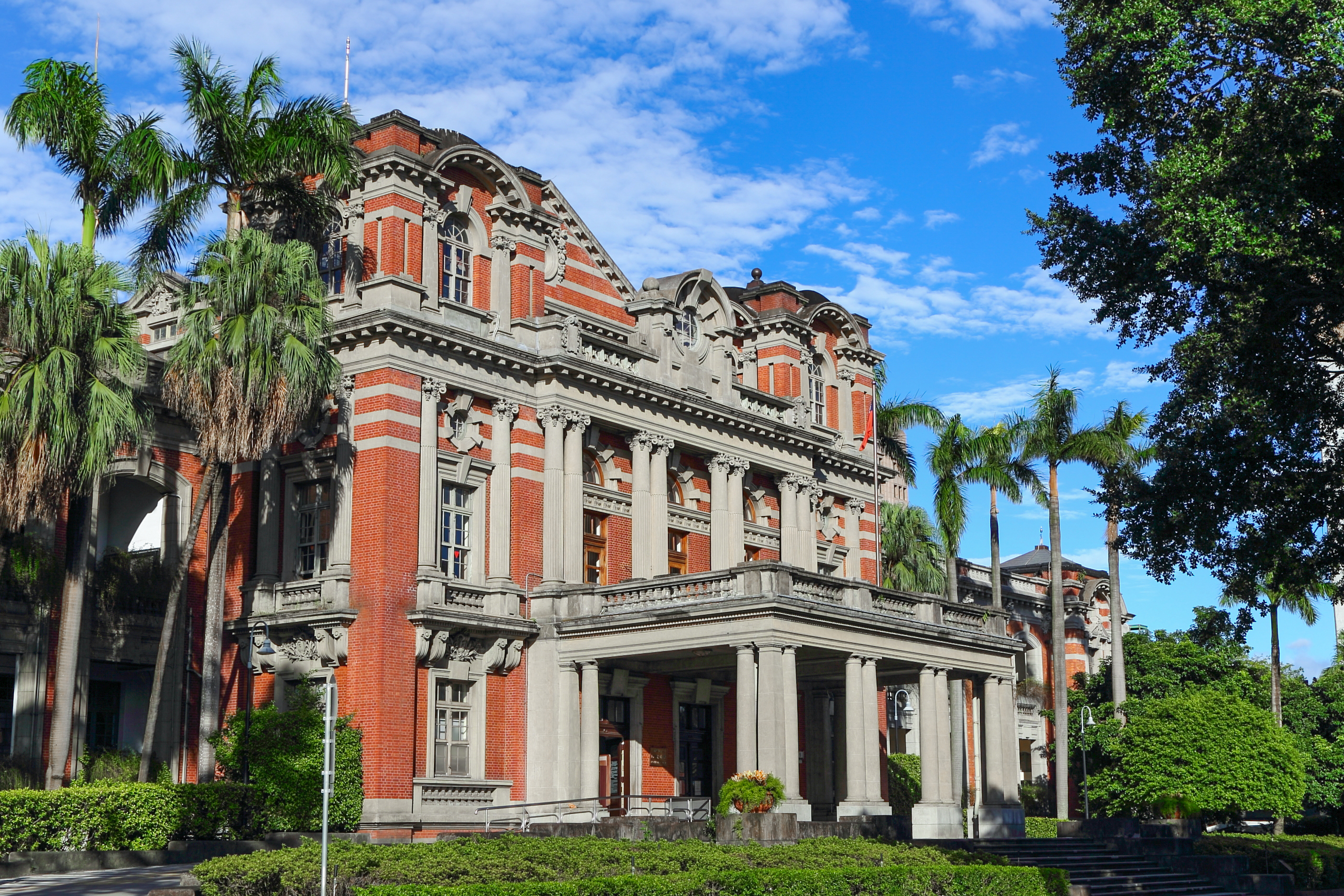
臺北病院原址，現為國立臺灣大學醫學院附設醫院西址

國立臺灣大學醫學院（英語：National Taiwan University College of Medicine），簡稱臺大醫學院（NTUCM），為國立臺灣大學的一座學院。其前身可上溯設立於1897年臺北病院內的「醫學講習所」，該所亦是臺灣最早設立的一所具備現代醫學教育的醫學單位。其原隸屬的臺北病院經過多次改制，現今為醫學院附設醫院，該院總院已發展為臺灣規模最大的公立醫院，並在全臺多地設有分院。

## 沿革

### 臺灣日治時期

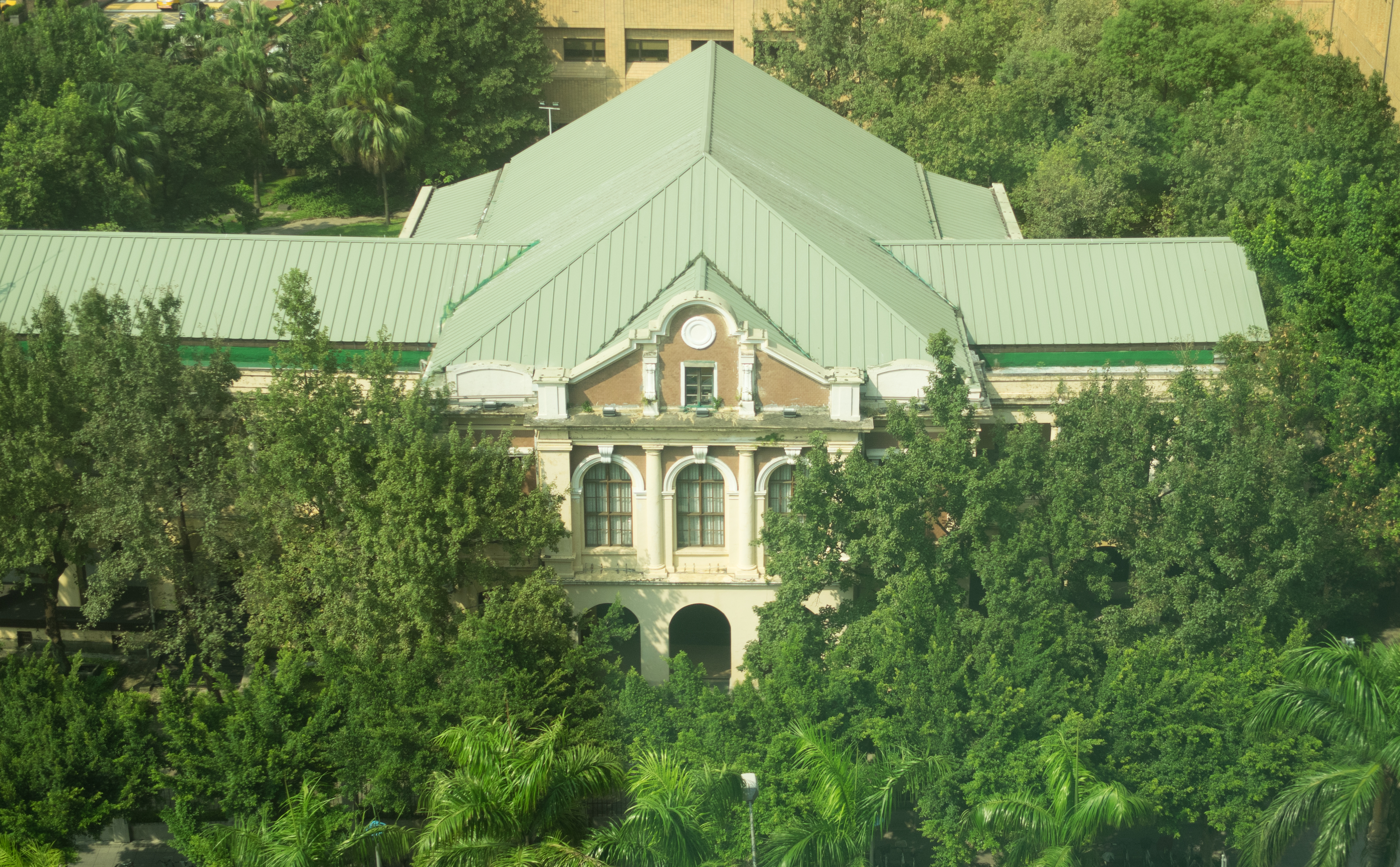
臺灣總督府醫學校原址，戰後由台大醫學院使用。現為臺大醫學人文博物館

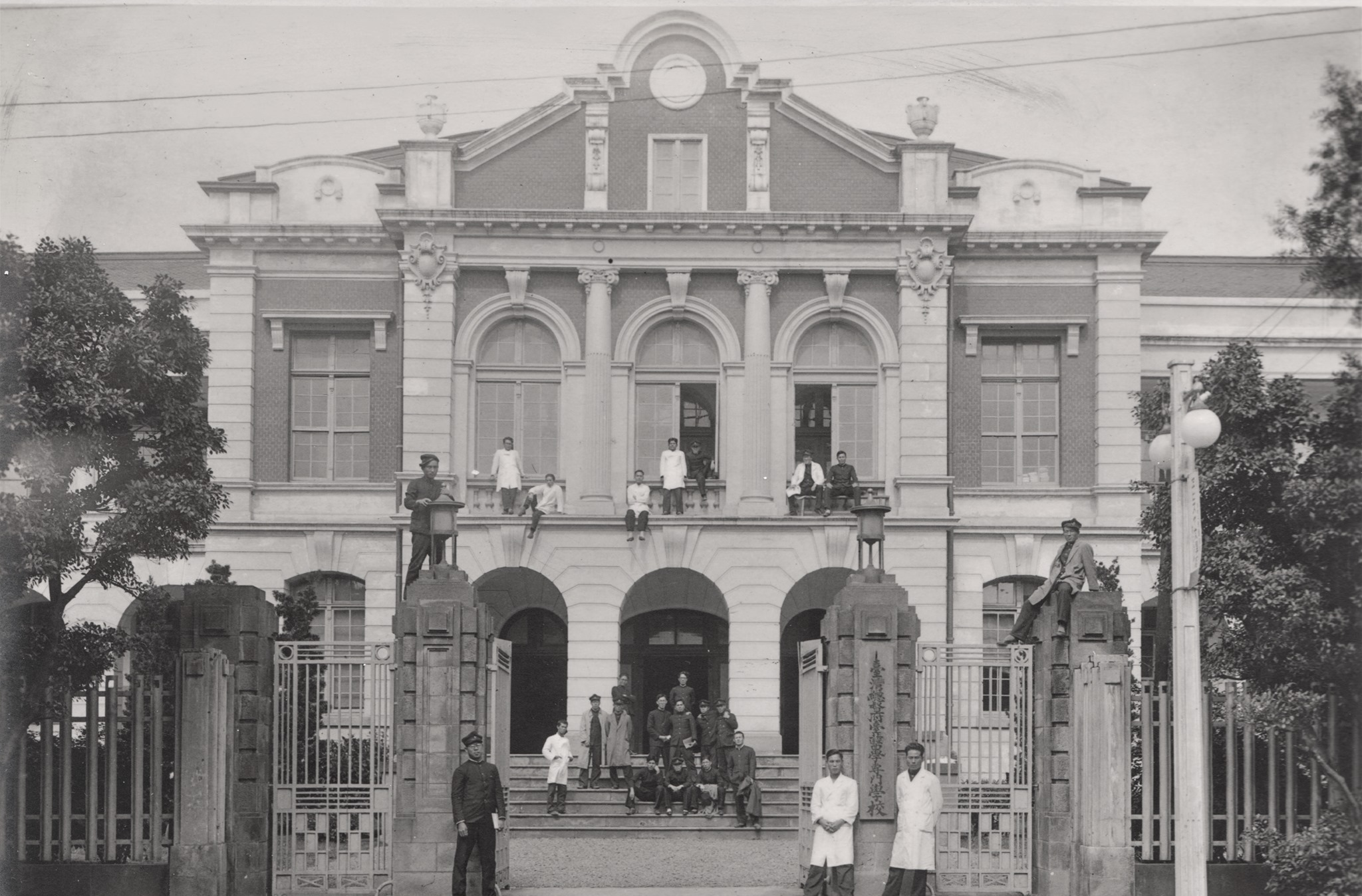
臺灣總督府臺北醫學專門學校

- 1895年6月20日，日軍在大稻埕千秋街（今臺北市貴德街）借用民宅建立「大日本臺灣病院」（今國立臺灣大學醫學院附設醫院前身），並由濱野昇（日语：浜野昇）出任首任院長。
- 1896年4月，大日本臺灣病院更名為「臺北病院」。
- 1897年5月，臺灣總督府醫院官制公布，病院再更名為「臺灣總督府臺北醫院」。同年7月，醫院遷移到明石町（今常德街的臨新公園），院長山口秀高在院內開設「醫學講習所」。
- 1899年，醫學講習所改建為「臺灣總督府醫學校」。
- 1918年，臺灣總督府醫學校改制為「臺灣總督醫學校專門部」。
- 1919年，成立「臺灣總督府醫學專門學校」。
- 1922年，專門部與「臺灣總督府醫學專門學校」合併。
- 1927年，臺灣總督府醫學專門學校改名為「臺灣總督府臺北醫學專門學校」。
- 1936年，成立「臺北帝國大學醫學部」，專門學校併入成為「臺北帝國大學附屬醫學專門部」。
- 1938年，臺北醫院併入臺北帝大醫學部，改稱「臺北帝國大學醫學部附屬醫院」。

### 臺灣戰後時期

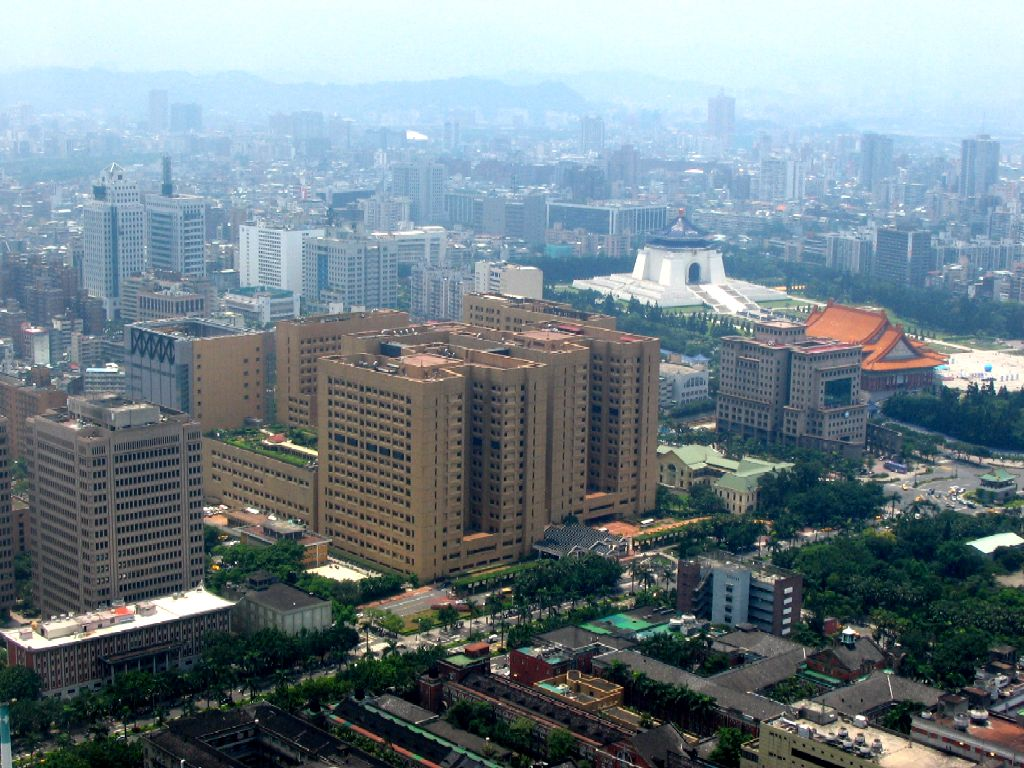
1991年落成的台大醫院東址，與新建醫學院建築連結

- 1945年，中華民國政府接收臺灣後，臺北帝大醫學部與附屬醫學專門部，兩部合流，更名為「國立臺灣大學醫學部」。 臺北帝國大學醫學部附屬醫院、日本赤十字社臺灣支部病院，分別改為國立臺灣大學醫學院第一附屬醫院、國立臺灣大學醫學院第二附屬醫院。
- 1946年，奉教育部函，臺大醫學部改稱「國立臺灣大學醫學院」，醫科四年制改為五年制並加一年實習；醫學專門部併入醫學院。此為台灣施行中國式醫學教育制度之始。[1]
- 1947年，國立臺灣大學醫學院第二附屬醫院（院址為今臺北市立聯合醫院中興院區，院制由今衛生福利部臺北醫院承襲）改隸屬臺灣省行政長官公署，因而移出國立臺灣大學醫學院管理。
- 1948年，第三十七學年度開學前，教育部改醫學教育五年制為六年制。
- 1949年，經校長傅斯年令，醫科六年制改制為七年制，醫科一、二年級並改稱醫預科，隸屬理學院。
- 1950年3月10日，「國立臺灣大學醫學院附設醫院附設高級護士職業學校」（簡稱「臺大護校」）正式成立，時任臺大醫院護理部陳翠玉擔任創校校長，同年5月15日正式上課。
- 1955年設牙醫學系。
- 1956年國立臺灣大學護理系成立後，臺大護校停止招生。[2]
- 1959年9月，臺大護校停辦。
- 1973年，奉教育部令醫科改制為醫學系。
- 1992年，復健醫學系裁撤，改設物理治療學系及職能治療學系。
- 1993年，成立全院性的課程委員會及教學發展委員會醫學系。增設急診醫學科。
- 1994年，兒童醫院籌備處成立。 公共衛生學科更名為社會醫學科。 實驗診斷科更名為檢驗醫學科。
- 1996年配合校研發會正式成立研究發展室（研究發展分處），整合醫學院、附設醫院及公衛學院成立跨領域、整合性之群體研究計畫，並統籌辦理醫學校區學術研究相關之行政事務。
- 1998年3月，臺大醫學院舊館（今國立臺灣大學醫學人文博物館）與臺大醫院舊館（今臺大醫院西址）均被臺北市政府文化局依《文化資產保存法》登錄為直轄市定古蹟。
- 2000年12月，成立醫學系辦公室。醫學系牙科調整為一般醫學科。 設臨床藥學研究所、臨床醫學研究所碩士在職進修專班、癌症研究中心。 解剖學科（所）更名為解剖學暨細胞生物學科（所）；細菌學科（所）更名為微生物學科（所）；雷射醫學研究中心更名為光電生物醫學研究中心。
- 2003，設基因體醫學研究中心（校級功能性中心）。
- 2004，設物理治療學研究所博士班。 設法醫學研究所碩士班。
- 2005年，醫事技術學系更名為醫學檢驗暨生物技術學系。基因體醫學研究中心更名為「醫學卓越研究中心」。下設基因體醫學組（原基因體醫學研究中心）、癌症醫學組與感染症醫學組，進行相關領域之研究。
- 2007年9月，郭台銘捐贈新臺幣150億元予國立臺灣大學，其中的新臺幣100億元，興建達500個病床規模的臺大醫院癌症醫學中心(NTUCC)，以及質子中心；另外的新臺幣50億元，則由郭台銘創辦的永齡基金會與臺大共同針對高端設備醫療、幹細胞移植、預防醫學與醫學工程四個項目進行合作[3]。
- 2008年，成立牙醫專業學院。設腫瘤醫學研究所博士班、臨床基因體醫學研究所博士班（2012年更名為基因體暨蛋白體醫學研究所）
- 2009年，附設癌症醫院更名為附設癌醫中心醫院
- 2010年，醫學卓越研究中心更名為基因體暨精準醫學研究中心。設轉譯醫學博士學位學程。
- 2011年，設腦與心智科學研究所碩士班。
- 2012年，設臨床基因醫學研究所更名為基因體暨蛋白體醫學研究所、光電生物醫學研究中心更名為光電醫學研究中心（2015年整併入醫療器材與醫學影像研究所）。
- 2013年，成立藥學專業學院、設口腔生物科學研究所博士班
- 2014年，設醫學教育暨生醫倫理學科暨研究所（由社會醫學科、一般醫學科調整成立）
- 2015年，設醫療器材與醫學影像研究所、基因體暨蛋白體醫學研究所碩士班
- 2018年12月19日，癌醫中心醫院開始試營運[4]。
- 2019年7月4日，癌醫中心醫院正式開院服務[5][6]。12月19日，癌醫中心醫院舉辦冠名揭幕典禮，冠名郭台銘母親初永真之名，改名為「永真健康醫療大樓」[7]。
- 2021年3月，原編制獨立的癌醫中心醫院，因為財務赤字改制為醫學院附設醫院癌醫中心分院（英文仍為NTUCC）[8]。
- 2024年10月，成立臺法精準醫學研究中心，加強促進本院與法國國家科學研究中心及法國國家健康與醫學研究院的跨國學術合作。

## 建物

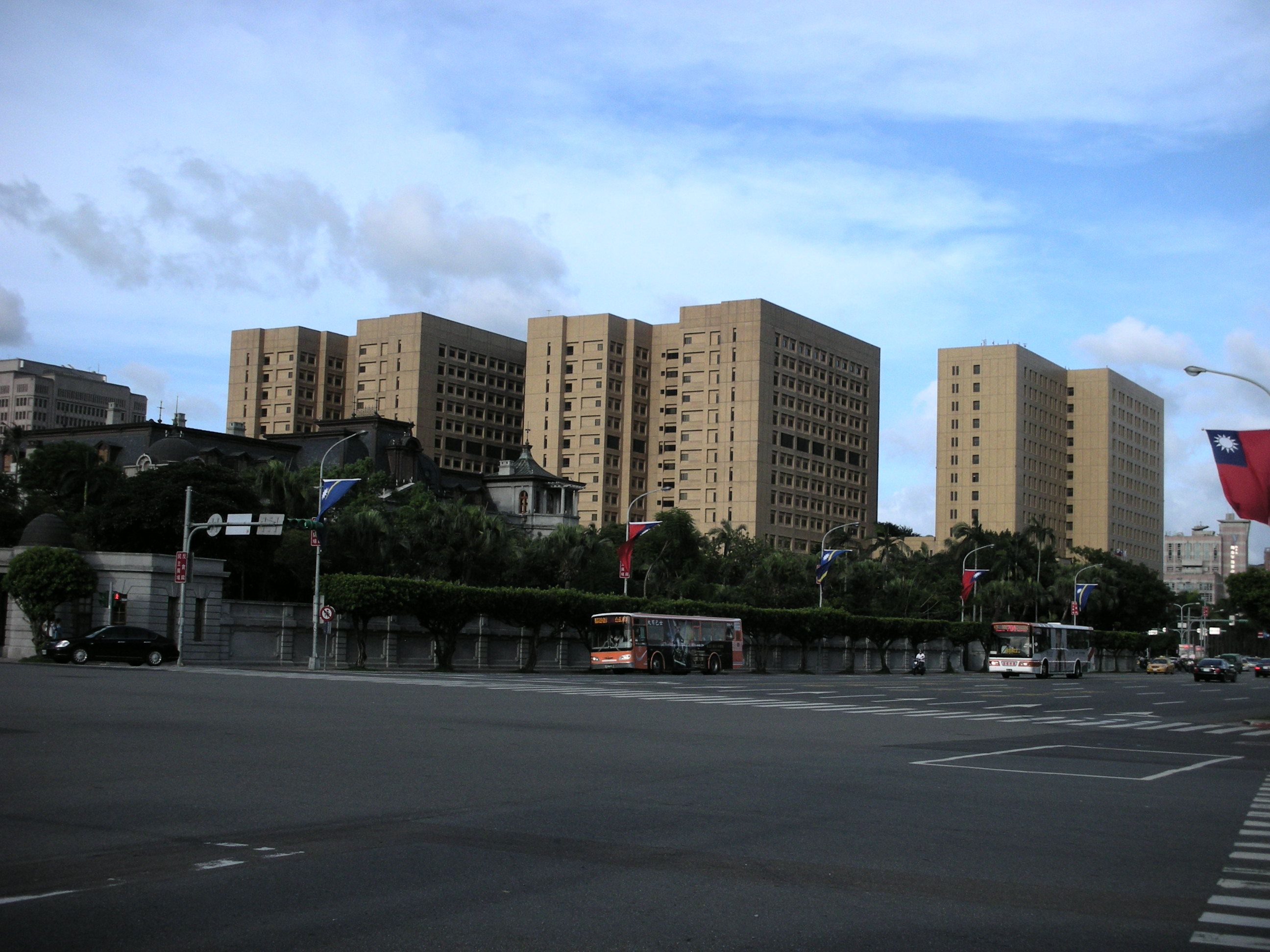
臺大醫院東址（中）與醫學院基礎醫學大樓（右）

臺大醫學院位在臺北市中正區中山南路與仁愛路之交叉口。其中有建於1945年以前的二號館（今醫學人文博物館）、藥學館，以及藥理館；1945年以後增建的藥理實驗室、聯合教學館、圓形教室、基礎醫學大樓，以及診斷治療大樓等，並於臺大醫院東址相鄰。

## 外部連結
- （繁體中文）國立臺灣大學醫學院 （页面存档备份，存于）